# Augustin Fresnel
Augustin Jean Fresnel (n. 10 mai 1788, Broglie, Haute-Normandie, Franța – d. 14 iulie 1827, Ville-d'Avray, Métropole du Grand Paris, Franța) a fost un fizician și inginer francez, care a adus contribuții deosebite în domeniul opticii ondulatorii.
Din 1804 urmează École polytechnique, iar doi ani mai târziu Școala de poduri și șosele din Paris. Din 1814 se reîntoarce la optică și studiază interferența și difracția luminii. Prismele Fresnel sunt folosite la construcția proiectoarelor și farurilor maritime.
A murit bolnav de tuberculoză.

## Activitate științifică
Fresnel s-a ocupat în special cu studiul luminii, cercetările sale fiind continuate de Ampère (1828), Hamilton (1837), Plücker (1839) și Cayley (1846).
Împreună cu François Arago, a studiat fenomenului de polarizare a luminii, fiind premiat în 1819 de către Academia Franceză.
În 1816 a demonstrat că principiul lui Huygens (numit ulterior și Principiul Huygens–Fresnel), împreună cu propria sa teorie privind interferența, poate explica propagarea liniară a luminii și fenomenul de difracție.
A fost inventatorul unui nou tip de lentilă, numita ulterior lentilă Fresnel și care este utilizată în construcția farurilor maritime.
A introdus numerele complexe în studiul fenomenelor fizice.